# Прости меня моя любовь
«Прости меня моя любовь» — другий студійний альбом гурту «Земфіра», презентований 28 березня 2000 року. Іноді альбом скорочено називають «П. М. М. Л.» — саме так названа заголовна пісня в трек-листі. Альбом став найбільш продаваним диском в Росії у 2000 році. По кількості проданих копій перевищив позначку в півтора мільйони примірників.

## Про альбом

### Історія створення
У серпні 1999 року на «Beethoven Street Studio» було закінчено зведення та мастеринг другого альбому гурту.
За день до початку студійних сесій Земфіра сказала, що їй «хотілося б зробити акцент на тому, що не варто чекати „Икры № 2“, — це я кажу для підстраховки. Крім того, я не припиню боротися з порівняннями з Лагутенко… Продюсирувати свій другий альбом я буду виключно сама». Земфіра також сказала, що збиралася включити декілька з восьми пісень, написаних у місті Уфа. Генеральний директор «REAL Records» Олена Михайлова коментувала процес роботи над платівкою: «Вона вникає в усі деталі того, що відбувається. Вона може годинами просиджувати з дизайнером, вибираючи якусь фотографію, яка піде в дизайн буклета її нового альбому. Вона може місяцями думати над назвою цього альбому. Чудово те, що вона таку увага приділяє кожній деталі, пов'язаної з виходом альбому». Загальне звучання альбому, яке не задовольняло саму Земфіру, вплинуло на запис третього студійного альбому «Четырнадцать недель тишины», основним завданням в роботі над яким стояло доведення аранжувань до досконалих.

### Реліз і просування
28 березня 2000 року відбувся реліз альбому «Прости меня моя любовь». На презентації альбому «Нашому радіо» Земфіра зізналася, що хотіла назвати цей альбом «Ендорфіни» — гормони щастя, але вирішила, що це «буде виглядати занадто по-медичному».
З альбому було випущено п'ять радіо-синглів: «Искала», «Созрела», «П. М. М. Л.», «Не отпускай», «Хочешь?», а також три відеокліпи на пісні «Искала», «Хочешь?», «П. М. М. Л.». Музичне відео «Искала» з моменту виходу в ротацію в лютому 2000 року тримається в 5-ці кліпів каналу «MTV Росія» дуже довго.

## Комплектація та оформлення
Платівка випущена двома виданнями: стандартне і колекційне. Колекційне відрізняється наявністю бонус-трека «Лондон» і буклету, ілюстрованого фоторядом до кожної пісні. На обкладинці альбому фотографія Магнітогорська. Ідея дизайну буклету так само, як і у випадку з першою платівкою, належить Земфірі.

## Список композицій
Автор музики і слів - Земфіра. 
| #   | Назва            | Тривалість |
| --- | ---------------- | ---------- |
| 1.  | «Шкалят датчики» | 3:37       |
| 2.  | «Zero»           | 2:46       |
| 3.  | «Созрела»        | 3:33       |
| 4.  | «Хочешь?»        | 3:17       |
| 5.  | «Рассветы»       | 3:51       |
| 6.  | «Город»          | 3:13       |
| 7.  | «Ненавижу»       | 3:42       |
| 8.  | «Сигареты»       | 4:29       |
| 9.  | «Доказано»       | 3:19       |
| 10. | «П.М.М.Л.»       | 3:36       |
| 11. | «Искала»         | 3:33       |
| 12. | «Не отпускай»    | 4:05       |

Бонус-трек
| #   | Назва                        | Тривалість |
| --- | ---------------------------- | ---------- |
| 13. | «Лондон» (Симфонічна версія) | 3:11       |

## Учасники запису
- Земфіра Рамазанова — вокал, акустична гітара
- Вадим Соловьов — гітара
- Сергій Миролюбов — клавіші, перкусія
- Ринат Ахмадієв — бас
- Сергій Созінов — барабани